# جنگل (نقاشی)
جنگل (حدود ۱۹۰۲-۱۹۰۴) یک نقاشی رنگ روغن اثر نقاش فرانسوی پل سزان است. این نقاشی از روی ناحیه‌ای جنگلی در اکس-آن-پرووانس کشیده شده‌است و هم‌اکنون در گالری ملی کانادا قرار دارد.